# Zaunrüben
Die Zaunrüben (Bryonia) sind eine Pflanzengattung innerhalb der Familie der Kürbisgewächse (Cucurbitaceae). Die etwa zwölf Arten sind in Eurasien und Nordafrika verbreitet.

## Beschreibung

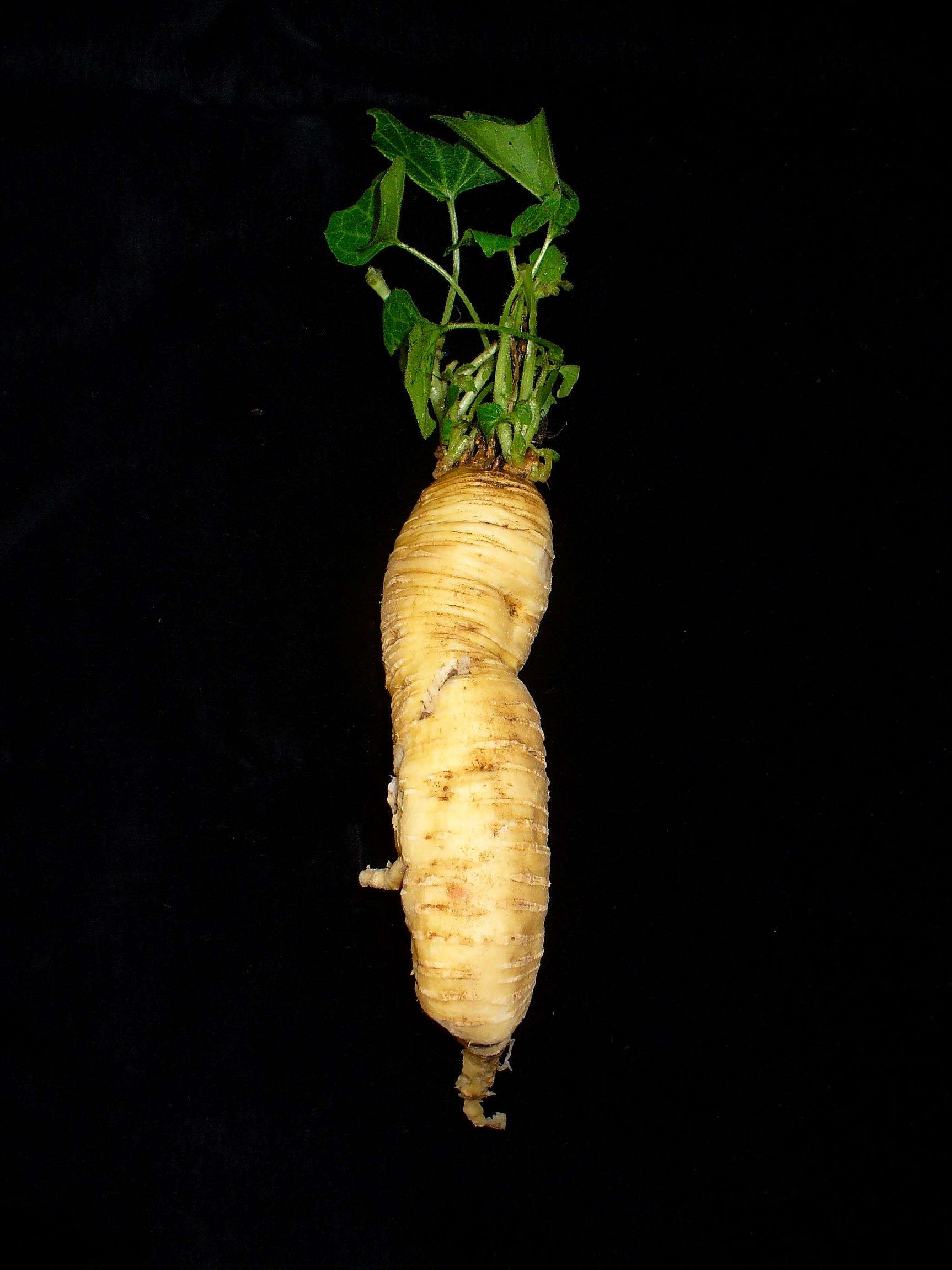
Unterirdischer Pflanzenteil der Rotfrüchtigen Zaunrübe (Bryonia dioica)

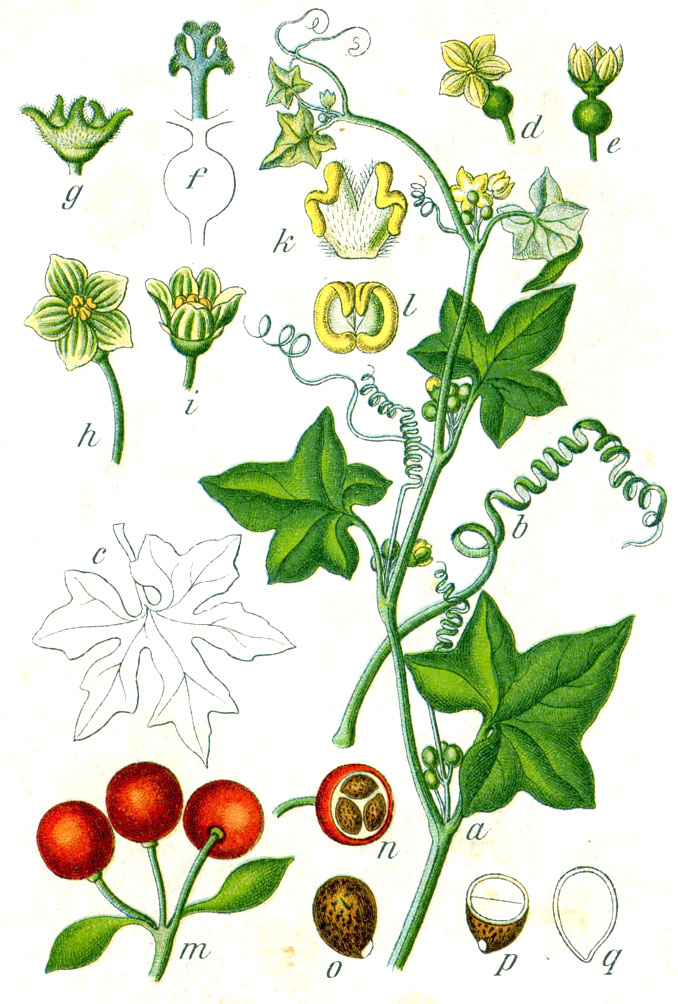
Illustration aus Johann Georg Sturm: Deutschlands Flora in Abbildungen der Rotfrüchtigen Zaunrübe (Bryonia dioica)

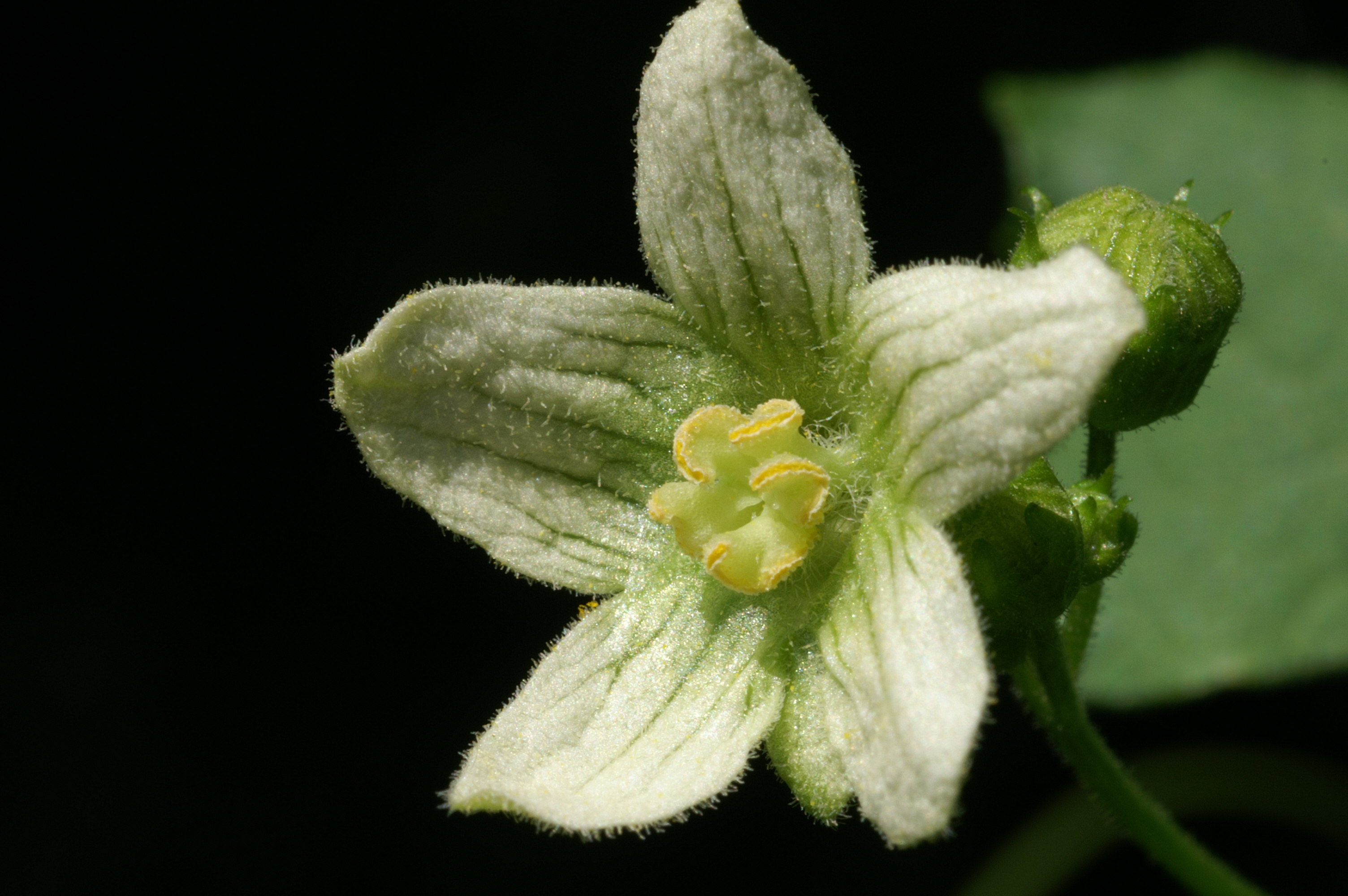
Blüte in Großaufnahme von Bryonia dioica

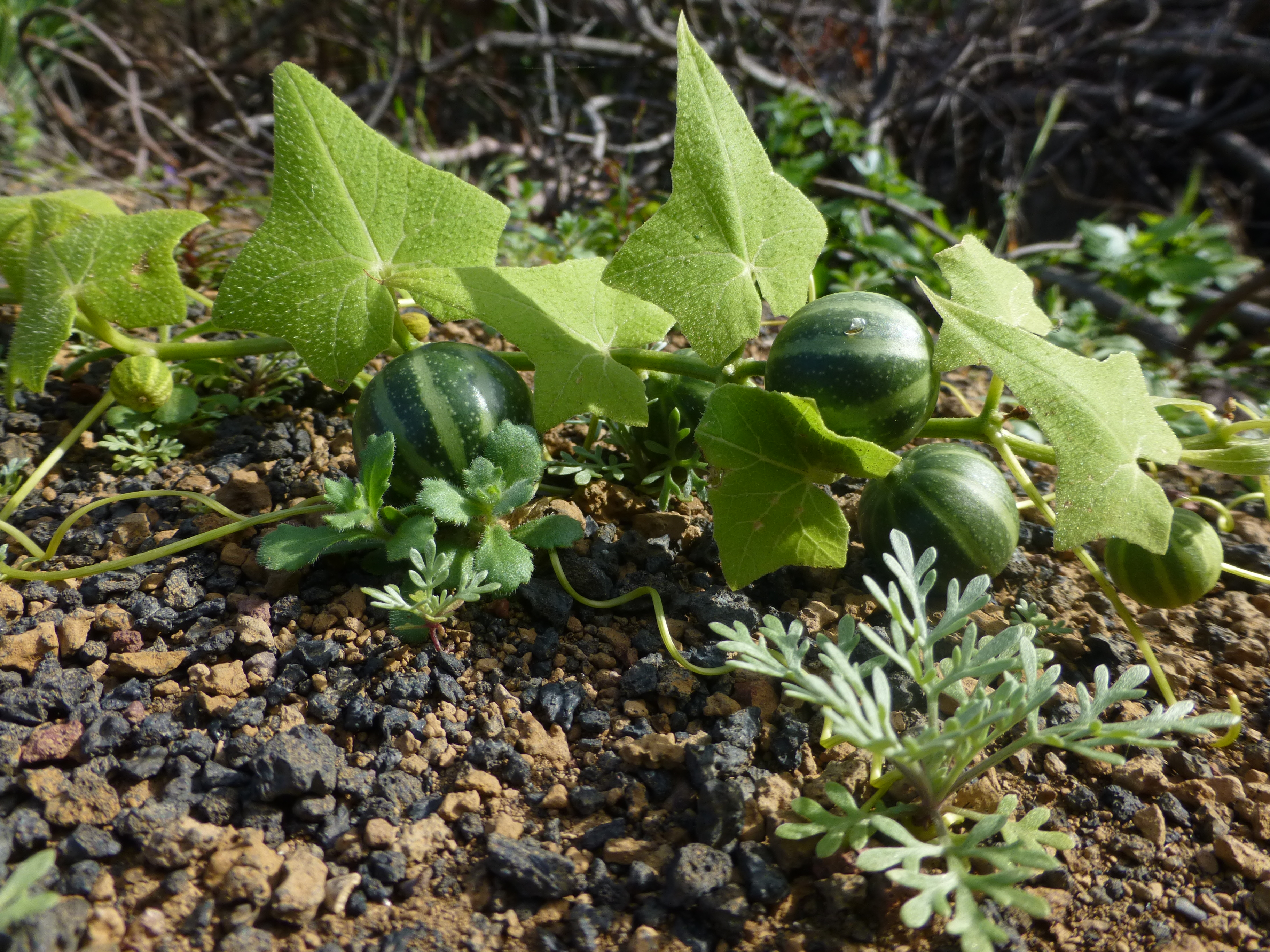
Kanarische Zaunrübe (Bryonia verrucosa) mit Früchten

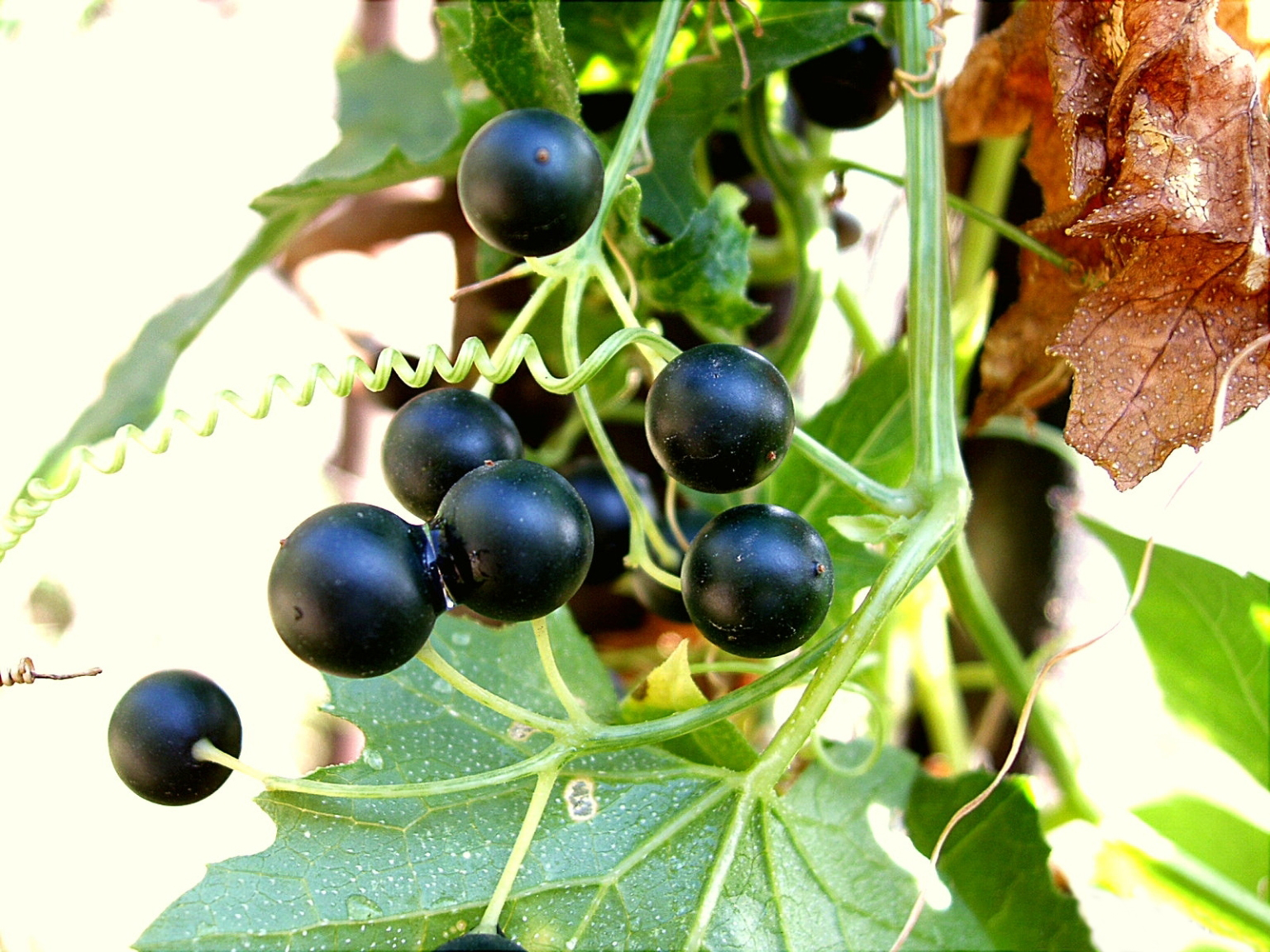
Reife Früchte der Weißen Zaunrübe oder Schwarzbeerige Zaunrübe (Bryonia alba)

### Vegetative Merkmale
Zaunrüben-Arten wachsen als kletternde bis niederliegende, sommergrüne, ausdauernde krautige Pflanzen. Die knolligen Wurzeln sind rübenförmig. Die oberirdischen, steif behaarten bis kahlen Sprossachsen werden bis zu 4 Meter lang und sterben im Herbst ab. Die Ranken sind unverzweigt.
Die wechselständig angeordneten Laubblätter sind in Blattstiel und Blattspreite gegliedert. Die Blattspreite sind kreis- bis ei- oder spießförmig, drei- bis fünfkantig oder handförmig drei- bis fünflappig. Die Blattlappen sind eiförmig bis deltaförmig oder dreieckig. Auf den Blattspreiten sind keine Drüsen vorhanden.

### Generative Merkmale
Die Zaunrüben-Arten sind meist zweihäusig (diözisch), selten einhäusig (monözisch) getrenntgeschlechtige Pflanzen. Die Rotbeerige Zaunrübe (Bryonia dioica) ist zweihäusig getrenntgeschlechtig (diözisch), das heißt, es gibt weibliche und männliche Pflanzenexemplare. Bei der Weißen Zaunrübe (Bryonia alba) dagegen finden sich Blüten beiderlei Geschlechts an einem Pflanzenexemplar, sie sind also einhäusig getrenntgeschlechtig (monözisch). Kreuzungen zwischen diesen beiden Arten durch Carl Correns, einem der drei Wiederentdecker der Mendelschen Regeln, führten 1903 zur Entdeckung der genetischen Verankerung des Geschlechtssystems bei Pflanzen.
Die Blüten sind immer eingeschlechtig. 4 bis 16 männliche Blüten stehen in seitenständigen, traubigen oder büscheligen Blütenständen zusammen. Meist zwei bis sechs (ein bis zehn) weibliche Blüten stehen in seitenständigen, schirmtraubigen bis traubigen Blütenständen zusammen. Es sind keine Tragblätter vorhanden.
Die Blüten sind radiärsymmetrisch und fünfzählig mit doppelter Blütenhülle. Der Blütenbecher (Hypanthium) ist mehr oder weniger glockenförmig. Die fünf Kelchblätter sind lanzettlich bis deltaförmig. Die Blütenkrone ist trichterförmig-glockenförmig bis fast radförmig. Die fünf kahlen Kronblätter sind bei einer Länge von 3 bis 7 Millimetern länglich-eiförmig bis eiförmig-lanzettlich. Die Kronblätter sind weiß bis cremefarben, grünlich-weiß oder gelblich-grün oder gelblich. Meist ist der Kronschlund grün und es sind schwache grüne Linien vorhanden.
Bei den männlichen Blüten sind von den fünf Staubblättern vier in zwei Paaren verwachsen und eines frei und wirken wie drei Staubblätter. Die Staubfäden sind nahe dem Blütenbecherrand inseriert. Bei den weiblichen Blüten sind die einkammerigen Fruchtknoten eiförmig bis breit-ellipsoid und enthalten drei bis zehn Samenanlagen. Der schlank-säulenförmige Griffel endet in drei Narben, die zweilappig sind. Es können drei bis fünf Staminodien vorhanden sein oder sie fehlen.
Die bei Reife roten bis orangefarbenen oder schwarzen, beerenähnlichen Früchte sind kugelförmig, glatt, öffnen sich nicht und enthalten zwei bis acht Samen. Die eiförmigen oder länglichen und abgeflachten Samen besitzen keinen Arillus.

## Inhaltsstoffe und Giftigkeit
Die bei Reife roten oder schwarzen Beeren der Rotbeerigen und der Weißen Zaunrübe sind sehr giftig: Bereits 15 von ihnen können tödlich für ein Kind sein. Auch alle anderen Bestandteile der Pflanze, Wurzeln, Ranken und Blätter, sind giftig. Das Zerreiben der Beeren auf der Haut führt zu Hautreizung und Blasenbildung.

## Ökologische Bedeutung
Sie sind die einzigen Futterpflanzen der streng auf sie spezialisierten (oligolektischen) Zaunrüben-Sandbiene (Andrena florea Fabricius 1793).

## Systematik

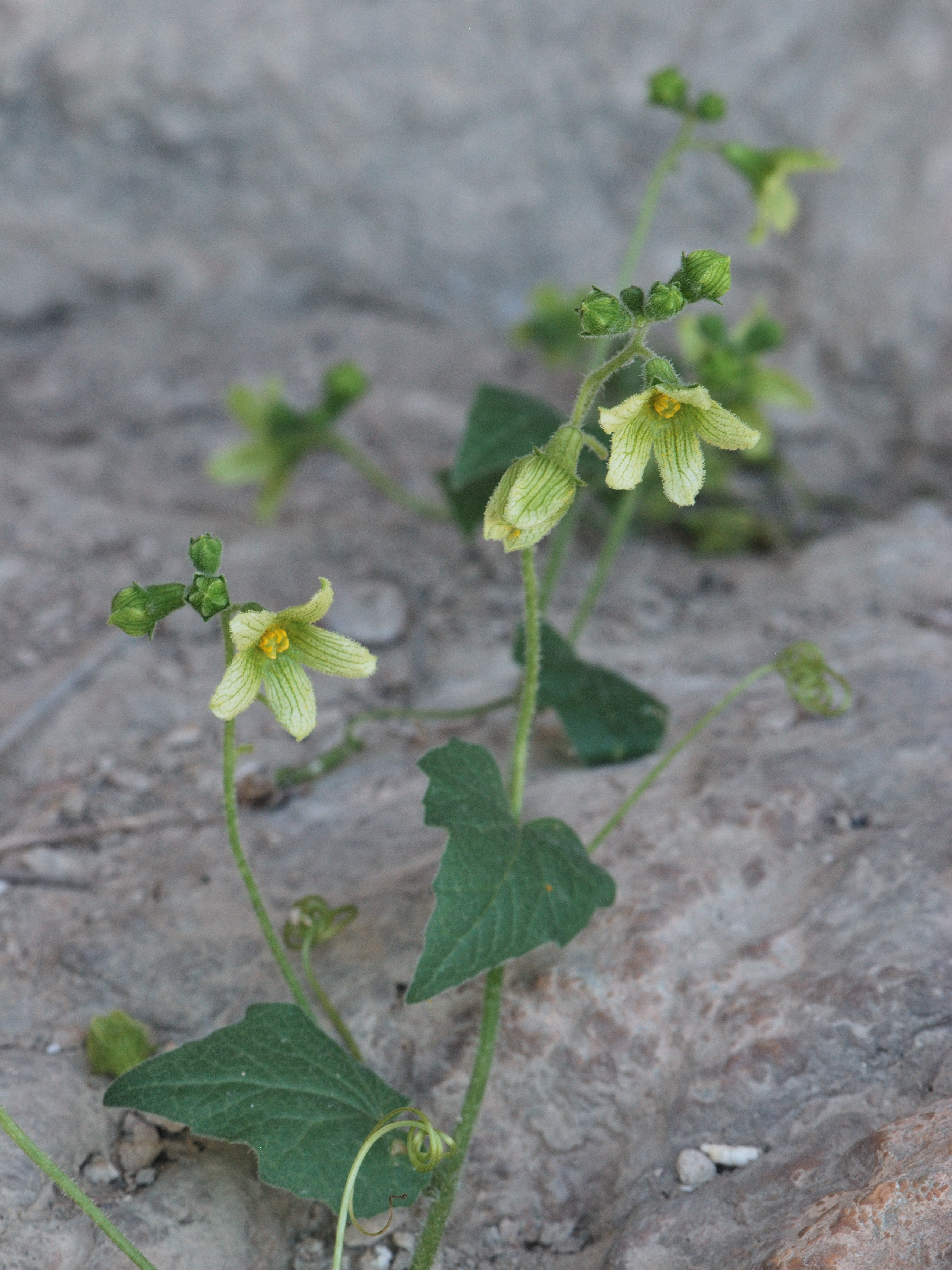
Männliche Blüten von Bryonia syriaca

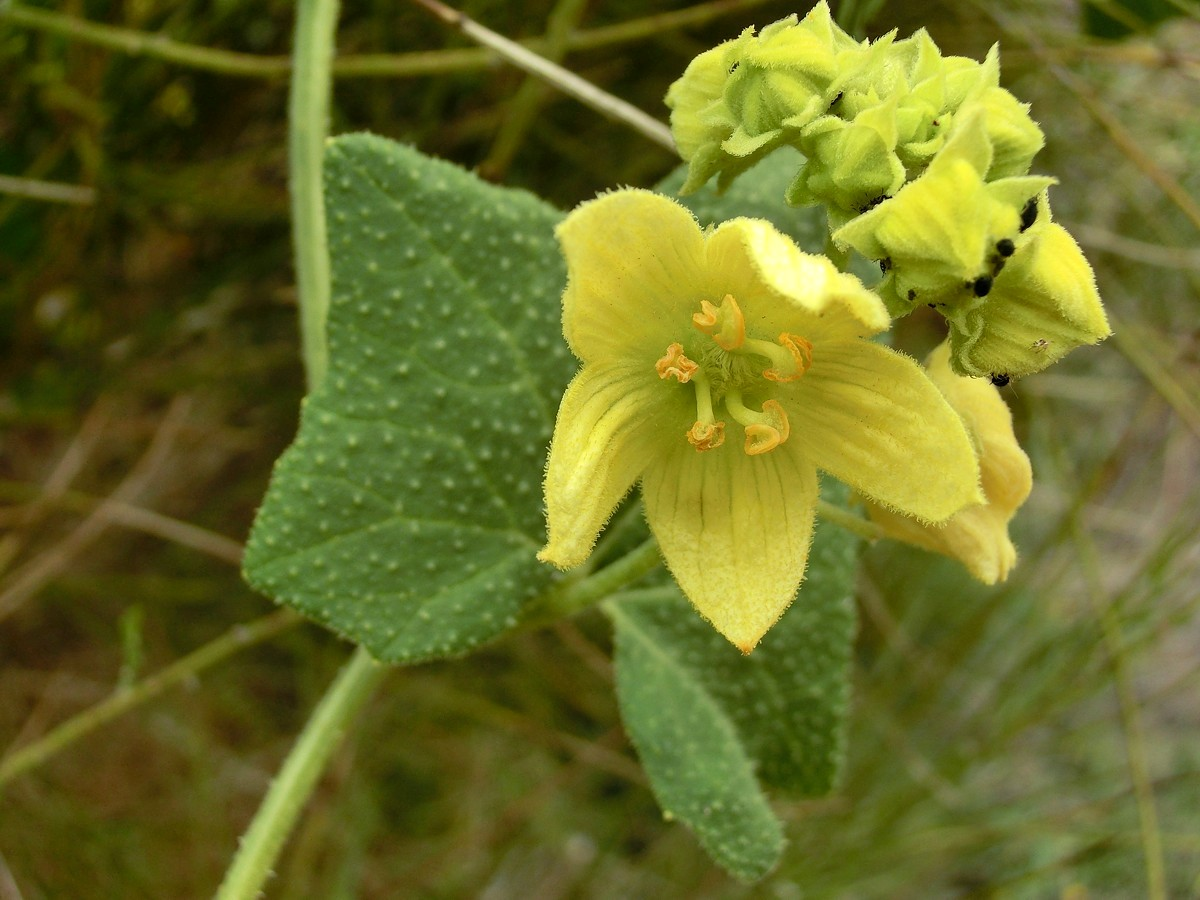
Blüte der Kanarischen Zaunrübe (Bryonia verrucosa)

### Taxonomie
Die Gattung Bryonia wurde 1753 durch Carl von Linné Species Plantarum, Tomus II, S. 1012 aufgestellt. Als Lectotypus-Art wurde 1929 Bryonia alba L. durch Mary Letitia Green in Proposals by British Botanists, Seite 190.

### Äußere Systematik
Die Gattung Bryonia gehört zur Tribus Bryonieae in der Unterfamilie Cucurbitoideae innerhalb der Familie der Cucurbitaceae.

### Arten und ihre Verbreitung
Die Gattung Bryonia ist in Eurasien und Nordafrika verbreitet.
Es gibt etwa zwölf Arten in der Gattung Bryonia:
- Bryonia acuta Desf. (Syn.: Bryonia cretica subsp. acuta (Desf.) Tutin): Sie ist in Portugal, Sizilien, Malta, Algerien, Tunesien, Marokko und Libyen verbreitet.[1]
- Weiße Zaunrübe oder Schwarzbeerige Zaunrübe (Bryonia alba L., Syn.: Bryonia dioica M.Bieb. non Jacq. nom. illeg., Bryonia monoeca E.H.L.Krause non Aitch. & Hemsl. nom. illeg.): Sie ist von Nord- über Mittel- und Südosteuropa bis Westasien weitverbreitet. Sie ist in vielen Gebieten ein Neophyt.[1]
- Bryonia aspera Steven ex Ledeb. (Syn.: Bryonia afghanica Podlech, Bryonia haussknechtiana Bornm., Bryonia macrostylis Heilbr. & Bilge): Sie kommt in Westasien, in Zentralasien, im Kaukasusraum, in Indien und in Pakistan vor.[6][1][3]
- Bryonia cretica L.: Sie ist im östlichen Mittelmeerraum verbreitet.[1]
- Rotfrüchtige Zaunrübe oder Zweihäusige Zaunrübe (Bryonia dioica Jacq., Syn.: Bryonia cretica subsp. dioica (Jacq.) Tutin, Bryonia digyna Pomel, Bryonia sicula Guss.)[1]
- Bryonia lappifolia Vassilcz.: Sie kommt in Tadschikistan vor.[6]
- Bryonia marmorata E.Petit (Syn.: Bryonia cretica subsp. marmorata (E.Petit) Jauzein, Bryonia corsica (Maire) A.W.Hill): Sie kommt nur auf Korsika und Sardinien vor.[1]
- Bryonia melanocarpa Nabiev: Sie kommt in Kasachstan vor.[6]
- Bryonia monoica Aitch. & Hemsl.: Sie kommt in Zentralasien vor.
- Bryonia multiflora Boiss. & Heldr. (Syn.: Bryonia lasiocarpa Mouterde, Bryonia macrophylla Boiss.): Sie kommt in der Türkei, in Syrien, im Irak und im Iran vor.[6][1]
- Bryonia syriaca Boiss. (Syn.: Bryonia micrantha Boiss. non Hochst. nom. illeg.): Sie kommt in Syrien, Jordanien, im Libanon, in Israel und auf der Sinaihalbinsel vor.[6][1]
- Kanarische Wildmelone oder Kanarische Zaunrübe (Bryonia verrucosa Aiton, Bryonia hederifolia Jacq.): Sie kommt nur auf den Kanaren vor.[6][1]